# Tyrosinkinase-Inhibitor
Tyrosinkinase-Inhibitoren sind Hemmstoffe, die verschiedene Enzyme aus der Gruppe der Tyrosinkinasen hemmen. Einige Tyrosinkinase-Inhibitoren sind Medikamenten-Wirkstoffe, die bisher vor allem bei Tumorerkrankungen zum Einsatz kommen. Im medizinischen Sinne werden darunter chemische Substanzen verstanden, die speziell für die Hemmung von bestimmten Tyrosinkinasen entworfen und optimiert wurden (sogenannte designer drugs). Es gibt auch monoklonale Antikörper gegen Rezeptor-Tyrosinkinasen. Diese werden jedoch im Allgemeinen nicht als „Tyrosinkinase-Inhibitoren“ bezeichnet. Tyrosinkinase-Inhibitoren gehören zu den Proteinkinaseinhibitoren.
Seit etwa den 1990er Jahren ist bekannt, dass dysregulierte Tyrosinkinasen häufig eine Schlüsselrolle bei der Entstehung von Tumorerkrankungen spielen. So wurde das Konzept entwickelt, diese Tyrosinkinasen spezifisch mit Inhibitoren zu hemmen, um die Tumorerkrankung damit zu behandeln. Dass dies tatsächlich möglich ist, zeigte sich überzeugend bei der chronischen myeloischen Leukämie (CML). Bei der CML ist die dauerhaft aktivierte und dysregulierte ABL-Tyrosinkinase Ursache der Erkrankung. Durch den Einsatz des neu entwickelten Tyrosinkinase-Inhibitors Imatinib konnten sehr gute Behandlungserfolge erzielt werden. Heute gelten Tyrosinkinase-Inhibitoren (Imatinib und andere) als Standard bei der Behandlung der CML.
Dieser Erfolg hat der Forschung an spezifischen Tyrosinkinase-Inhibitoren großen Auftrieb gegeben, und mittlerweile befindet sich eine große Zahl von derartigen Substanzen in der präklinischen Testung oder schon im klinischen Einsatz. Tyrosinkinase-Inhibitoren wirken wesentlich spezifischer und haben meistens ein geringeres Nebenwirkungsspektrum als herkömmliche Zytostatika.
Sunitinib war der erste Tyrosinkinaseinhibitor, der zur Behandlung des metastasierten Nierenzellkarzinoms in der Erstlinie zugelassen wurde (in Deutschland).

## Im Handel befindliche Tyrosinkinase-Inhibitoren
| Tyrosinkinase- Inhibitor | Handelsname                                   | Hersteller                        | Hemmung von Tyrosinkinasen                                                                | Anwendungsgebiet (Indikation) | Datum der Erst-Zulassung                                                                                           |
| ------------------------ | --------------------------------------------- | --------------------------------- | ----------------------------------------------------------------------------------------- | --- | --- |
| Acalabrutinib            | Calquence                                     | AstraZeneca                       | BTK                                                                                       | Chronische lymphatische Leukämie (CLL) Mantelzelllymphom (MCL) | USA: 31. Okt. 2017 EU: 5. Nov. 2020                                                                                |
| Afatinib                 | Giotrif (EU), Gilotrif (USA)                  | Boehringer Ingelheim              | ERBB-Familie, d. h. EGFR1/HER1 (ERBB1), HER2/c-neu (ERBB2), HER3 (ERBB3) und HER4 (ERBB4) | Nicht-kleinzelliges Lungenkarzinom (NSCLC) | USA: 12. Jul. 2013 EU: 25. Sept. 2013                                                                              |
| Alectinib                | Alecensa                                      | Roche                             | ALK                                                                                       | ALK-positives nicht-kleinzelliges Lungenkarzinom (NSCLC) | USA: 11. Dez. 2015 EU: 16. Feb. 2017                                                                               |
| Axitinib                 | Inlyta                                        | Pfizer                            | VEGFR, PDGFRA/B, KIT, …                                                                   | Fortgeschrittenes Nierenzellkarzinom (RCC) | USA: 27. Jan. 2012 EU: 03. Sep. 2012                                                                               |
| Bosutinib                | Bosulif                                       | Pfizer                            | ABL, SRC, …                                                                               | Chronische myeloische Leukämie (CML) | USA: 4. Sep. 2012 EU: 27. März 2013                                                                                |
| Brigatinib               | Alunbrig                                      | Takeda                            | ALK                                                                                       | ALK-positives nicht-kleinzelliges Lungenkarzinom (NSCLC) | USA: 28. Apr. 2017 EU: 22. Nov. 2018                                                                               |
| Cabozantinib             | Cometriq (MTC) Cabometyx (RCC, HCC)           | Exelixis (USA), Ipsen Pharma (EU) | RET, MET, VEGFR2, …                                                                       | Schilddrüsenkarzinom (MTC) Nierenzellkarzinom (RCC) Leberzellkrebs (HCC) | USA: 29. Nov. 2012 (Cometriq), 25. Apr. 2016 EU: 21. März 2014 (Cometriq), 09. Sep. 2016                           |
| Crizotinib               | Xalkori                                       | Pfizer                            | ALK, ROS1, MET                                                                            | ALK-positives nicht-kleinzelliges Lungenkarzinom (NSCLC) | USA: 26. Aug. 2011 EU: 23. Okt. 2012                                                                               |
| Dasatinib                | Sprycel                                       | Bristol-Myers Squibb              | ABL, …                                                                                    | Chronische myeloische Leukämie (CML) BCR-ABL-positive akute lymphatische Leukämie (ALL) | USA: 28. Jun. 2006 EU: 23. Dez. 2005                                                                               |
| Deucravacitinib          | Sotyktu                                       | Bristol-Myers Squibb              | TYK2                                                                                      | Psoriasis vulgaris | USA: 9. September 2022 EU: 24. März 2023                                                                           |
| Erlotinib                | Tarceva                                       | Roche                             | EGFR1, …                                                                                  | Nicht-kleinzelliges Lungenkarzinom (NSCLC) Pankreaskarzinom | USA: 18. Nov. 2004 USA: 2. Nov. 2005 EU: 19. Sep. 2005                                                             |
| Gefitinib                | Iressa                                        | AstraZeneca                       | EGFR, …                                                                                   | Nicht-kleinzelliges Lungenkarzinom (NSCLC) mit aktivierenden EGFR-Mutationen | USA: 2. Mai 2003, stark eingeschränkt 17. Jun. 2005 EU: 24. Jun. 2009                                              |
| Gilteritinib             | Xospata                                       | Astellas                          | FLT3/AXL                                                                                  | Akute myeloische Leukämie (AML) | USA: 28 Nov. 2018 EU: 24. Okt. 2019                                                                                |
| Ibrutinib                | Imbruvica                                     | Pharmacyclics Janssen             | BTK                                                                                       | Mantelzelllymphom (MCL) Chronische Lymphatische Leukämie (in den USA) | USA: 13. Nov. 2013 EU: 20. Okt. 2014                                                                               |
| Imatinib                 | Glivec (EU) Gleevec (USA)                     | Novartis                          | ABL, KIT, PDGFRA, PDGFRB, …                                                               | Chronische myeloische Leukämie (CML) GIST BCR-ABL-positive akute lymphatische Leukämie Dermatofibrosarcoma protuberans spezielle Fälle von Myeloproliferativen Neoplasien oder Hypereosinophilen Syndromen/ Eosinophilenleukämie | USA: 18. Apr. 2003 EU: 7. Nov. 2001 (verlängert am 7. Nov. 2006)                                                   |
| Lapatinib                | Tykerb (USA) Tyverb (EU)                      | GlaxoSmithKline                   | ERBB2, …                                                                                  | Brustkrebs (HER2/neu+) | USA: 13. März 2007 EU: 10. Jun. 2008                                                                               |
| Lenvatinib               | Lenvima                                       | Eisai                             | VEGF                                                                                      | Schilddrüsenkarzinom Leberzellkarzinom Nierenzellkarzinom | USA: 16. Feb. 2015 EU: 1. Jun. 2015                                                                                |
| Midostaurin              | Rydapt                                        | Novartis                          | FLT3                                                                                      | FLT3-positive akute myeloische Leukämie (FLT3+ AML), Mastozytose | USA: 28. Apr. 2017 EU: 18. Sep. 2017                                                                               |
| Neratinib                | Nerlynx                                       | Pierre Fabre                      | ERBB1, ERBB2 und ERBB4                                                                    | Brustkrebs (HER2/neu+) | USA: 17. Juli 2017 EU: 31. Aug. 2018                                                                               |
| Nilotinib                | Tasigna                                       | Novartis                          | ABL, KIT, PDGFRA, PDGFRB, ....                                                            | Chronische myeloische Leukämie (CML) | USA: 29. Okt. 2007 EU: 19. Nov. 2007                                                                               |
| Nintedanib               | Vargatef, Ofev                                | Boehringer Ingelheim              | VEGF, FGF, PDGF, ....                                                                     | Nicht-kleinzelliges Lungenkarzinom (NSCLC) Lungenfibrose | USA: 15. Okt. 2014 (Ofev) EU: 21. Nov. 2014 (Vargatef), 14. Jan. 2015 (Ofev)                                       |
| Osimertinib              | Tagrisso                                      | AstraZeneca                       | EGFR-Mutation T790M                                                                       | Nicht-kleinzelliges Lungenkarzinom (NSCLC) | USA: 13. Nov. 2015 EU: 01. Feb. 2016                                                                               |
| Pazopanib                | Votrient                                      | Novartis                          | VEGFR, PDGFR, KIT                                                                         | Nierenzellkarzinom bestimmte Typen des Weichteilsarkoms | USA: 19. Okt. 2009 EU: 14. Jun. 2010                                                                               |
| Pirtobrutinib            | Jaypirca                                      | Lilly                             | BTK                                                                                       | Mantelzelllymphom (MCL), Chronische lymphatische Leukämie (CLL) | USA: 27. Jan 2023 (MCL), 1. Dez. 2023 (CLL) EU: 30. Okt. 2023                                                      |
| Ponatinib                | Iclusig                                       | Ariad                             | ABL, SRC, FLT3, FGFR, VEGFR, …                                                            | Chronische myeloische Leukämie (CML) BCR-ABL-positive akute lymphatische Leukämie (BCR-ABL+ ALL) | USA: 14. Dez. 2012 EU: 01. Jul. 2013                                                                               |
| Regorafenib              | Stivarga                                      | Bayer                             | VEGFR2, …                                                                                 | metastasiertes Kolorektales Karzinom (mCRC) gastrointestinaler Stromatumor (GIST) Leberzellkarzinom (HCC) | USA: 27. Sep. 2012 EU: 26. Aug. 2013                                                                               |
| Ruxolitinib              | Jakafi (USA), Jakavi (EU), Opzelura (USA, EU) | Incyte Novartis                   | JAK2, …                                                                                   | Myelofibrose (MF) Polycythaemia vera (PV) Graft-versus-Host-Erkrankung (GvHD) | USA: Jakafi 16. Nov. 2011, Opzelura 21. Sep. 2021 EU: Jakavi 23. Aug. 2012, Opzelura positive opinion 23 Feb. 2023 |
| Sorafenib                | Nexavar, div. Generika                        | u. a. Bayer                       | VEGFR2, VEGFR3, …                                                                         | Nierenzellkarzinom Leberzellkarzinom Schilddrüsenkarzinom | USA: 01. Dez. 2005 EU: 19. Jul. 2006                                                                               |
| Sunitinib                | Sutent, div. Generika                         | u. a. Pfizer                      | VEGFR1-3, PDGFRA, PDGFRB, KIT, FLT3                                                       | Fortgeschrittenes Nierenzellkarzinom (mRCC) Gastrointestinale Stromatumoren (GIST) pankreatische neuroendokrine Tumoren (pNET)                                                                                                   | USA: 26. Jan. 2006 EU: 19. Jul. 2006                                                                               |
| Tofacitinib              | Xeljanz, div. Generika                        | u. a. Pfizer                      | JAK3, …                                                                                   | Rheumatoide Arthritis (RA) Colitis ulcerosa (CU) | USA: 06 Nov. 2012 EU: 22.03.2017                                                                                   |
| Vandetanib               | Caprelsa                                      | Genzyme                           | RET, VEGFR, …                                                                             | RET-mutiertes medulläres Schilddrüsenkarzinom (MTC) | USA: 06. Apr. 2011 EU: 16. Feb. 2012                                                                               |
| Zanubrutinib             | Brukinsa                                      | BeiGene                           | BTK                                                                                       | Morbus Waldenström Chronische lymphatische Leukämie (CLL) | USA: 14. Nov. 2019 EU: 22. Nov. 2021                                                                               |

Weitere teilweise zugelassene Tyrosinkinase-Inhibitoren sind z. B. Bafetinib und Masitinib.

## Im Handel befindliche veterinärmedizinische Tyrosinkinase-Inhibitoren
| Tyrosinkinase- Inhibitor | Handelsname | Hersteller | Hemmung von Tyrosinkinasen | Anwendungsgebiet (Indikation) |
| ------------------------ | ----------- | ---------- | -------------------------- | ----------------------------- |
| Masitinib                | Masivet     | AB Science | KIT                        | Mastzelltumor des Hundes      |
| Toceranib                | Palladia    | Pfizer     | KIT, VEGFR, PDGFR          | Mastzelltumor des Hundes      |